# VK 36.01 (H)
VK 36.01 (H) — немецкий опытный тяжёлый танк времён Второй мировой войны фирмы «Henschel», дальнейшее развитие проекта VK 30.01 (H). Из-за необходимости внесения в конструкцию танка VK 30.01 (H) ряда изменений его масса должна была увеличиться на 6 тонн, поэтому новый проект получил новое обозначение VK 36.01 (H), в официальных документах обозначался так же как Panzerkampfwagen VI Ausf.B. Проект стал одним из этапов разработки танка «Тигр». Танк изначально планировался как переходная модель к более тяжёлому танку, всего предполагалось выпустить 172 экземпляра. Развитием данного проекта стал прототип VK 45.01 (H), пошедший в серию как Panzerkampfwagen VI «Tiger». На прототипе были отработаны многие технические решения, ставшие основой конструкций тяжёлых танков Германии во Второй мировой войне.

## Предпосылки к созданию
В конце 30-х годов Германское Верховное Командование желало иметь на вооружении тяжёлый танк для потенциальной замены Pz.Kpfw III или Pz.Kpfw IV, вес которого должен был быть на 50 % больше, чем у Pz.Kpfw IV. Поэтому в январе 1937 года вермахт заказал компании «Henschel» разработку прототипа 30-тонного тяжёлого танка. Танк, который получил наименование Durchbruchwagen I (DW I, рус. Танк прорыва I), имел броню до 50 мм, в ходовой части применили по пять катков с каждого борта и торсионную подвеску. Башня и орудие разрабатывались компанией «Krupp», однако башня так и не была изготовлена.
В дополнение к DW I «Henschel» получила заказ на разработку более тяжёлой версии танка, который получил обозначение Durchbruchwagen II (DW II). Этот прототип являлся модифицированной версией первой модели, с увеличенным до 33 тонн весом и гусеницами другой конструкции. Бортовую броню танка удалось изготовить из единого листа, тогда как из технологических соображений в DW I её делали из двух частей, скреплённых за боевым отделением. Оба прототипа оснащались двигателем Maybach HL-210, позволявшим им передвигаться со скоростью до 35 км/ч.
Оба прототипа были изготовлены в одном экземпляре, в 1937 и 1938 годах соответственно. Испытания DW I и DW II дали конструкторам практический опыт, положенный в основу проекта VK 30.01 (H) и последующих тяжёлых танков. К концу 1938 года работы по проектам DW были прекращены, а 9 сентября 1938 года начались проектные работы по созданию новых прототипов тяжёлых танков, идеологически продолжавших линейку DW I/II, проект получил индекс VK 30.01 (H). Проект получил одобрение, и было заказано 8 шасси танка для проведения испытаний. В марте 1941 года изготовили два прототипа VK 30.01 (H), ещё два в октябре 1941 года, однако от работ по этому проекту решили отказаться в пользу лучше бронированного и оснащённого более мощным орудием танка VK 36.01 (H). При этом шасси танка VK 30.01 (H) проходили испытания совместно с шасси танка VK 36.01 (H) и были захвачены в конце войны на полигоне фирмы «Henschel». На базе двух шасси танка VK 30.01 (H) были изготовлены тяжёлые противотанковые самоходные орудия 12.8 cm Selbstfahrlafette L/61.

## Создание прототипов

### Заданные характеристики
Разработка VK 36.01 (H) началась, когда управление вооружений вермахта сформулировало требования к тяжёлому танку: его вооружение должно позволять пробивать с дистанции 1500 метров броню до 100 мм. В то же время немецкая машина должна была выдержать попадание с такой же дистанции из орудия аналогичного калибра. По другим данным, в задании было сформулировано, что орудие должно пробивать броню до 140 мм с расстояния в 1000 метров, а толщина брони была задано жёстко — 100 мм.. Заказ на разработку нового танка получила фирма «Henschel». По другой версии, эскизный проект танка, предназначавшегося для борьбы с британскими пехотными танками, был разработан в управлении вооружений сухопутных войск под руководством его начальника Зауера при участии старшего советника службы вооружения Книпкампа. 26 мая 1941 года на совещании в Бергхофе были представлены макеты танков VK 45.01 (P) и VK 36.01 (H), которые были одобрены, и было принято решение о выделении средств на дальнейшую их разработку. Однако при этом к конструкции танка VK 36.01 (H) был целый ряд замечаний, за устранение которых взялся начальник отдела перспективных разработок фирмы «Henschel» Эрвин Адерс. И только после этого было сформулировано техническое задание для нового танка.

### Корпус и ходовая
В башню разработанного ранее прототипа 30-тонного танка VK 30.01 (H) орудие необходимого калибра установить было невозможно, поэтому проект всего танка подвергся переработке: изменили конструкцию корпуса, увеличили толщину брони, усилили ходовую часть. Корпуса обоих прототипов (VK 30.01 (H) и VK 36.01 (H)) конструктивно имели сходство с Pz.Kpfw IV. Подвеска была видоизменена, от поддерживающих катков избавились, а из восьми расположенных в шахматном порядке опорных катков оставили только шесть, но сделали их большего диаметра и оснастили резиновыми бандажами. Концептуально подвеска танка почти без изменений использовалось как основа для шасси танков Pz.Kpfw VI «Тигр» и Pz.Kpfw V «Пантера».

### Двигатель
В качестве силовой установки машины планировалось использовать четырёхтактный, 12-цилиндровый, V-образный, карбюраторный двигатель Maybach HL-210 с рабочим объёмом 21 353 см3 мощностью 655 л. с. при 3000 об/мин., что должно было обеспечить скорость до 40 км/ч. При строительстве прототипа использовался двигатель Maybach HL-174, мощность которого составляла 450 л. с.

### Средства связи и наблюдения
Машину предполагалось укомплектовать радиостанцией FuG5, которая работала в диапазоне 27,2—33,3 МГц, имела мощность передатчика 10 Вт и обеспечивала дальность связи 9,4 км в телеграфном и 6,4 км в телефонном режимах.

### Вооружение
В качестве основного орудия в проекте рассматривалась пушка Gerät 0725, разработанная фирмой Friedrich Krupp AG, с коническим каналом ствола. Начальным калибр орудия составлял 75 мм, конечный 55 мм, длина ствола 55 калибров. Снаряды для этого орудия изготавливались по патенту Герлиха со сминающимся выступающим ведущим пояском. Сердечник бронебойного снаряда изготавливался из вольфрама, которого на один снаряд требовалось около килограмма. Бронепробиваемость орудия была схожей с орудием 88-мм, но меньший калибр позволял установить его в башню меньшего объёма и существенно увеличить возимый боезапас, что и стало основанием для выбора данного орудия. Однако работы по данной пушке были свернуты, Германия не имела собственных месторождений вольфрама, а ввозимого сырья не могло хватить для производства соответствующего количества боеприпасов. В дальнейшем прорабатывались варианты установки на танк уже имеющихся орудий, 7,5-cm KwK 42 L/70 и 8,8-cm KwK 36 L/56.
Для обороны от пехоты противника танк планировали оборудовать двумя 7,92-мм пулемётами MG 34, один из которых должен был располагаться в шаровой установке на лобовом листе напротив места стрелка-радиста, а второй в башне танка.

## Развитие проекта
Первые прототипы VK 36.01 (H) были изготовлены к марту 1942 года. Башня отсутствовала, а вместо ещё не готового двигателя Maybach HL-210 установили менее мощные Maybach HL-174. Прототипы с двигателями HL-174 успешно прошли испытания в присутствии министра вооружений и военной промышленности Альберта Шпеера. Однако VK 36.01 (H) остался без вооружения: работы над орудием Gerät 0725 к июню 1941 года прекратили из-за отсутствия достаточных запасов вольфрама.
Конструкторы «Henschel» снова переработали проект под имеющиеся орудия 7,5-cm KwK 42 L/70 и 8,8-cm KwK 36 L/56. Оба варианта требовали увеличения погона башни на 200 мм, для чего пришлось изменить конструкцию корпуса, в котором появились надгусеничные ниши. Переработанные варианты так и остались на бумаге. 75-мм орудие планировалось к установке на средний танк (будущую «Пантеру»), поэтому установка его ещё и на тяжёлый танк была нецелесообразна. В варианте с 88-мм орудием масса танка была существенно увеличена — это повлекло за собой смену индекса прототипа на VK 45.01 (Н), который впоследствии превратился в танк «Тигр».

## Применение
Производство танка ограничилось постройкой нескольких опытных образцов, прошедших испытания. На имеющиеся шасси VK 36.01 (H) установили лебёдки и использовали их для ремонтно-эвакуационных машин, шесть изготовленных для танка башен впоследствии использовались при строительстве фортификационных укреплений Атлантического вала.

## Организационно-штатная структура
Предполагалось, что из танков VK 36.01 (Н) будут сформированы подразделения из 20 машин, которые войдут в состав танковых дивизий. Основной задачей таких подразделений был прорыв обороны, для последующего наступления слабозащищённых танков Pz.Kpfw. II, Pz.Kpfw.38(t) и Pz.Kpfw. III.

## VK 36.01 (H) в массовой культуре

### Компьютерные игры
Присутствует в World of Tanks как тяжёлый танк 6 уровня.
Также VK 36.01 (H) присутствует в игре World of Tanks Blitz как исследуемый тяжёлый танк Германии 6 уровня.
Также VK 36.01 (H) присутствует в игре Tank Company как исследуемый тяжёлый танк Германии 3 уровня.

## Комментарии
1. ↑  По другим данным планировалось выпустить 116 машин в 1941 году и 172 машины в 1942 году[1].
2. ↑  В документах танк так же именовался как Panzerkampfwagen VI - DW1[3].
3. ↑  В документах танк так же именовался как Panzerkampfwagen VI - DWII[3].
4. ↑  В документах танк так же именовался как Panzerkampfwagen VI[3].
5. ↑  Автор ссылается на стенограмму состоявшегося совещания[7].